# Куммолово
Ку́ммолово — упразднённая деревня на территории Копорского сельского поселения Ломоносовского района Ленинградской области. Ныне нежилая, исключена из реестра населённых пунктов России.

## История
Впервые упоминается в Писцовой книге Водской пятины 1500 года как село Кумолово в Каргальском погосте Копорского уезда.
На карте Ингерманландии А. И. Бергенгейма, составленной по шведским материалам 1676 года, упомянуты мыза и деревня швед. Kumolowa.
На шведской «Генеральной карте провинции Ингерманландии» 1704 года обозначена только мыза швед. Cumelovahof.
Мыза Куммолово с деревнями Климотино, Воронкино, Нарядово, Ананьино, Шейкино были пожалованы Петром I Ивану Лаврентьевичу Блюментросту, «е. и. в. архиатеру и президенту канцелярии медицинской и всего медицинского факультета», то есть управляющему всеми медицинскими делами Российской империи.
Он и его брат продолжили дело отца — личного врача царя Алексея Михайловича. Младший из братьев Лаврентий Лаврентьевич стал лейб-медиком Петра I и его сестры царевны Натальи Алексеевны, первым президентом Академии наук. Как пишет М. И. Пыляев: «Лаврентий Блюментрост был одним из учёнейших врачей своего времени, ему мы обязаны открытием железных вод в Олонецкой губернии и под Петербургом, в Полюстрове».
После смерти Натальи Алексеевны Петр I пожаловал Ивану Лаврентьевичу мызу Гатчину, где к тому времени уже была небольшая усадьба. Блюментрост распоряжался имением лишь в течение 13 лет. С воцарением Анны Иоанновны ему пришлось уйти в отставку, а Гатчина отошла казне.
Для своей усадьбы он выбрал возвышенное место у дороги, ведущей в Копорье. Усадьба была характерной для того времени и в ней преобладало утилитарное начало, подтверждением чему служат винокуренный завод, устроенный на берегу ручья Безымянного, и копаные пруды, в которых разводили форель. Окрестности усадьбы изобиловали речками и ручьями.
В 1756 году, после смерти Блюментроста, имение унаследовала его дочь Мария Ивановна (1748—1775). Её мужем был выходец из лифляндских дворян Фридрих-Иоганн фон Герсдорф (1735—1805). С этого времени, в течение 125 лет, Куммолово принадлежало представителям этой фамилии. Как и большинство выходцев из Прибалтики, Ф.-И. Герсдорф служил России на военном поприще и в чине бригадира участвовал в русско-турецкой войне 1768—1774 годов. Он умер в 1805 году, пережив свою жену на 30 лет.
Владельцем поместья стал сын Фридрих Герсдорф, бригадир, кавалер Мальтийского ордена. Он был женат на Анне (Иоганне) Карловне Кридинер, принадлежавшей к весьма разветвленному лифляндскому дворянскому роду, оставившему след в русской истории благодаря Алексею Ивановичу Кридинеру — русскому посланнику в Варшаве, Венеции, Копенгагене и Берлине. Не менее прославилась и его жена Варвара (Юлия), проповедница мистического суеверия, которой покровительствовал Александр I.
Имя Федора Герсдорфа мелькает на страницах воспоминаний А. О. Смирновой-Россет, но характеризует она его отрицательно:

Старик Герсдорф был игрок и курил толстую сигару… красноносый Герсдорф подцепил во Франкфурте какую-то шлюху, преуродливую.

В 1807 году имение перешло к родственнику Анны Карловны, майору Павлу Андреевичу Кридинеру по закладной, составленной 16 декабря 1807 года в палате Санкт-Петербургского окружного суда, согласно которой Павел Андреевич заложил имение «с 480 душами, с детьми, женами, землей, лесом, строениями, винокуренным заводом» за 165 000 рублей. Уплату долга, как и предполагалось, он просрочил, и имение в 1812 году вновь вернулось к Анне Карловне.
На карте Санкт-Петербургской губернии Я. Ф. Шмидта 1770 года упоминается деревня Кумоловская.

КУМОЛОВА — мыза принадлежит дворянке Герздорф, число жителей по ревизии: 14 м. п.

при ней деревни:

Кумолова — число жителей по ревизии: 134 м. п., 125 ж. п.

Климаншино — число жителей по ревизии: 160 м. п., 150 ж. п.

Шелкина — число жителей по ревизии: 18 м. п., 20 ж. п.

Ананьина — число жителей по ревизии: 19 м. п., 23 ж. п.

Воронкина — число жителей по ревизии: 64 м. п., 70 ж. п.

Нарядова — число жителей по ревизии: 88 м. п., 91 ж. п. (1838 год)

На этнографической карте Санкт-Петербургской губернии П. И. Кёппена 1849 года она обозначена как деревня «Kumolowa», расположенная в ареале расселения савакотов. В пояснительном тексте к этнографической карте она записана как Kumolowa Gut (Мыза Кумолова) и указано количество её жителей на 1848 год: савакотов — 9 м. п., 7 ж. п.; води — 5 м. п., 6 ж. п.; всего 27 человек, а также русские, количество которых не указано.
Согласно 9-й ревизии 1850 года мыза и деревня Куммолово принадлежали помещику Аристу Фёдоровичу Герздорфу.

КУМОЛОВА — деревня генерал-майора Герздорфа, по просёлочной дороге, число дворов — 14, число душ — 45 м. п. (1856 год)

Согласно 10-й ревизии 1856 года мыза и деревня Кумолово принадлежали помещику Аристу Фёдоровичу Герздорфу.
- План деревни Куммолово. 1860 год

В 1860 году деревня Куммолово насчитывала 13 дворов.

КУМОЛОВО — мыза владельческая при ключах на Копорском просёлочном тракте по правую сторону этого тракта, в 66 верстах от Петергофа, число дворов — 1, число жителей: 15 м. п., 14 ж. п.; Завод винокуренный.

КУМОЛОВО — деревня владельческая при ключах, там же, число дворов — 17, число жителей: 59 м. п., 56 ж. п. (1862 год)

В 1862 году временнообязанные крестьяне деревни выкупили свои земельные наделы у А. Ф. Герздорф и стали собственниками земли.
Согласно материалам по статистике народного хозяйства Петергофского уезда 1887 года, мыза Кумолово площадью 2159 десятин принадлежала тайному советнику Я. Я. Шмидту, она была приобретена до 1868 года. Винокуренный завод вместе с мызой хозяин сдавал в аренду.
В конце XIX века деревня и мыза административно относились к Копорской волости 2-го стана Петергофского уезда Санкт-Петербургской губернии, в начале XX века — 3-го стана.
По данным «Памятной книжки Санкт-Петербургской губернии» за 1905 год мыза Кумолово с деревней Нарядово общей площадью 2099 десятин принадлежали надворному советнику Константину Константиновичу фон Веймарну.
С 1917 по 1922 год деревня Куммолово входила в состав Климотинского сельсовета Копорской волости Петергофского уезда.
С 1922 года в составе Ламохского сельсовета.
С 1923 года в составе Троцкого уезда.
С 1924 года в составе Ивановского сельсовета.
Согласно данным переписи населения СССР 1926 года в деревне Куммолово проживали 106 человек — все русские.
С 1927 года в составе Ораниенбаумского района.
В 1928 году население деревни Куммолово также составляло 106 человек.
Согласно топографической карте 1930 года деревня насчитывала 29 дворов. В деревне находилась «Коммуна имени Иванова» и водяная мукомольная мельница.
По административным данным 1933 года деревня называлась Куммулово и входила в состав Ламаховского сельсовета Ораниенбаумского района.
- План деревни Куммолово. 1938 год

Согласно топографической карте 1938 года деревня насчитывала 32 двора.
С 1 августа 1941 года по 31 декабря 1943 года деревня находилась в оккупации. После войны не восстановлена.

## География
Куммолово расположено в юго-западной части района близ автодороги 41К-008 (Петродворец — Криково).
К западу от Куммолова находится железнодорожная платформа Куммолово.
К северу от него протекает река Ламошка.

## Инфраструктура
На территории Куммолова расположены четыре кирпичных двухэтажных двухподъездных сгоревших здания, здание недостроенного детского сада, бывшая усадьба Куммолово.
Площадь усадьбы — 18 га.
С востока примыкает аэродром «Куммолово».

## Достопримечательности
- Камень-чашечник[19]